# Hans Zender
Hans Zender, właśc. Johannes Wolfgang Zender (ur. 22 listopada 1936 w Wiesbaden, zm. 23 października 2019 w Meersburgu) – niemiecki kompozytor i dyrygent.

## Życiorys
Studiował w latach 1956–1959 w Hochschule für Musik we Frankfurcie nad Menem u Augusta Leopoldera (fortepian) i Kurta Hessenberga (kompozycja), uczył się też prywatnie dyrygentury chóralnej u Kurta Thomasa. Od 1959 do 1963 roku studiował w Hochschule für Musik we Fryburgu Bryzgowijskim u Edith Picht-Axenfeld (fortepian), Carla Uetera (dyrygentura) i Wolfganga Fortnera (kompozycja). W latach 1963–1964 i 1968–1969 przebywał na stypendium w Villa Massimo w Rzymie. Był pierwszym dyrygentem orkiestry w Bonn (1964–1968), generalnym dyrektorem muzycznym miasta Kolonii (1969–1972), naczelnym dyrygentem radiowej orkiestry symfonicznej w Saarbrücken (1971–1984), generalnym dyrektorem muzycznym miasta Hamburga i dyrygentem hamburskiej opery (1984–1987) oraz dyrygentem orkiestry kameralnej radia holenderskiego w Hilversum i dyrygentem gościnnym Théâtre de la Monnaie w Brukseli (1987–1990). W latach 1988–2000 wykładał kompozycję w Hochschule für Musik we Frankfurcie nad Menem. Od 1999 roku był stałym dyrygentem gościnnym orkiestry symfonicznej rozgłośni Südwestrundfunks w Baden-Baden i Fryburgu Bryzgowijskim.
Członek Freie Akademie der Künste w Hamburgu (1985), Akademie der Künste w Berlinie (1989) i Bayerische Akademie der Schönen Künste w Monachium (1994). W 1997 roku otrzymał Nagrodę Goethego. Był autorem prac Happy New Ears: Das Abenteuer, Musik zu hören (Fryburg Bryzgowijski 1991) i Wir steigen niemals in denselben Fluss (Fryburg Bryzgowijski 1996).

## Twórczość
W swojej twórczości odrzucił przeładowanie środków typowe dla współczesnej awangardy muzycznej, zwracając się ku prostocie wyrazu. Wpływ na jego drogę artystyczną wywarła podróż do Japonii na początku lat 70. XX wieku. Ważne miejsce w muzyce Zendera zajmuje pojęcie czasu, które rzutuje na statyczny sposób kształtowania formy.

## Wybrane kompozycje
(na podstawie materiałów źródłowych)

### Utwory orkiestrowe
- Schachspiel na 2 grupy orkiestrowe (1969)
- Modelle na zmienną obsadę od 5 instrumentów do kilku orkiestr (1971–1973)
- Zeitströme (1974)
- Dialog mit Haydn na 2 fortepiany i 3 grupy orkiestrowe (1982)
- Koan (1996)
- Schumann-Fantasie (1997)
- Kalligraphie I–X (1998)
- Bardo na wiolonczelę i orkiestrę (1999)

### Utwory kameralne
- Koncert na flet i instrument solowy (1959)
- Tre Pezzi na obój (1963)
- Kwartet na flet, wiolonczelę, fortepian i perkusję (1964)
- Trifolium na flet, wiolonczelę i fortepian (1966)
- Litanei na 3 wiolonczele (1976)
- Lo-Shu: I na 1–3 flety, 1–3 wiolonczele i 1–3 perkusje (1977), II „Mondschrift” na flet (1979), III na flet i zespół instrumentów (1978), IV „5 Haiku” na flet i smyczki (1982), V na flet i orkiestrę (1987), VI na flet i wiolonczelę (1989), VII „4 Enso” na 2 grupy instrumentalne (1997)
- Hölderlin lesen: I na kwartet smyczkowy i głos mówiony (1980), II na głos mówiony, altówkę i live electronics (1987), III „denn wiederkommen” na kwartet smyczkowy i głos mówiony (1991)
- Angezogen vom Ton der Flöte na flet (1985)
- 5 Haiku na kwartet smyczkowy (1992)

### Utwory na instrumenty klawiszowe
- 3 Nocturnes na klawesyn (1963)
- Chifren na klawesyn (1976)
- Memorial – 3 Studien na fortepian (1990)
- 14 utworów dla dzieci Spazierwege und Spiele na fortepian (1990)

### Utwory wokalno-instrumentalne
- 3 Rondels nach Mallarmé na alt, flet i altówkę (1961)
- 3 Lieder na sopran i orkiestrę (1963–1964)
- Vexilla regis na sopran, flet, trąbkę i instrument (1964)
- Canto: I na chór, flet, fortepian, smyczki i perkusję (1965), II na sopran, chór i orkiestrę (1967), III na sopran, tenora, baryton, 10 instrumentów i live electronics (1968), IV na 16 głosów i 16 instrumentów (1969–1972), V na głos i perkusję ad libitum (1972–1974), VI na bas-baryton, chór i taśmę ad libitum (1988), VII Nanzen No Kyō na 4 chóry i 4 grupy instrumentalne (1992), VIII Shir Hashirim-Lied der Lieder na solistów, chór, live electronics i orkiestrę (1992–1996)
- Les Sirénes chantent quand la raison s’endort na sopran, flet, klarnet, wiolonczelę, wibrafon i fortepian (1966)
- Muji No Kyō na głos, flet, skrzypce lub wiolonczelę, fortepian, syntezator i tutti (1975)
- Kantate nach Meister Eckhart na alt, flet altowy, wiolonczelę i klawesyn (1980)
- Die Wüste hat zwölf Ding’ na alt i małą orkiestrę (1985)
- Schubert-Chöre na tenora, chór i orkiestrę (1986)
- Jours de Silence na baryton i orkiestrę (1987–1988)
- Furin No Kyō na sopran, klarnet i zespół (1988)
- Animula na chór żeński, orkiestrę kameralną i taśmę (1988–1996)
- Winterreise na tenora i małą orkiestrę (1993)
- Römer VIII, 26 na sopran, alt, organy i live electronics ad libitum (1994)
- Johannes III, 1–5 na chór (1995)
- Music to hear na sopran, 2 flety i zespół kameralny (1998)

### Utwory sceniczne
- opera Stephen Climax (1979–1984, wyst. Frankfurt nad Menem 1986)
- sztuka teatralna Don Quijote de la Mancha (1989–1991, wyst. Stuttgart 1993)
- sztuka radiowa Nanzen und die Katze (1995)

### Utwory elektroniczne
- Bremen Wood (1967)
- Elemente (1976)